# Microrégion d'Umuarama
La microrégion de Umuarama est l'une des trois microrégions qui subdivisent le nord-ouest de l'État du Paraná au Brésil.
Elle comporte 21 municipalités qui regroupaient 237 362 habitants en 2006 pour une superficie totale de 10 232 km².

## Municipalités
- Alto Paraíso
- Alto Piquiri
- Altônia
- Brasilândia do Sul
- Cafezal do Sul
- Cruzeiro do Oeste
- Douradina
- Esperança Nova
- Francisco Alves
- Icaraíma
- Iporã
- Ivaté
- Maria Helena
- Mariluz
- Nova Olímpia
- Perobal
- Pérola
- São Jorge do Patrocínio
- Tapira
- Umuarama
- Xambrê